# 小畠虎盛
小畠虎盛（1491年－1561年7月14日）是日本戰國時代武將。仕於武田信虎、武田信玄兩代。父親是小畠虎次。幼名孫十郎。武田五名臣之一。
通說的小幡姓是誤解（小幡氏是上野國的武家名，兒子昌盛才被信玄允許使用。亦有虎盛是上野小幡氏遠親的系圖）。女婿是原與左衛門尉（『甲陽軍鑑』）。

## 經歷
遠江國出身，在明應9年（1500年）因為父親仕於武田信虎而跟隨進入甲斐國。永正元年（1504年），父親為了鎮壓今井信是的叛亂而出陣並被討死，於是以14歳之齡繼承家督。在信虎麾下以足輕大將的身份在甲斐國統一戰以及與今川氏、後北條氏的戰鬥中活躍。大永元年（1521年），在今川氏配下的福島正成進攻甲斐之際，與原虎胤一同擔任先鋒並成為迎撃的最前線。因為這些與今川、北條氏戰鬥的戰功而接受信虎的偏諱「虎」一字，於是改名為虎盛，而亦因為武勇而被稱為「鬼虎」。
天文10年（1541年），在信虎被追放後跟隨信玄而活躍著。天文20年（1551年），跟隨信玄入道並與原虎胤和真田幸隆等一同剃髪並號「日意」。永祿年間以高坂昌信的副將身份進入海津城，在抑制上杉氏中活躍著。在永祿4年（1561年）6月病死。享年71歲。遺言「好好地認清自己吧」（よくみのほどをしれ）在日本相當有名。一生中参加過36次合戰，獲得感狀36枚，身上有41次受傷。